# Rising with the Sun
Rising with the Sun è il settimo album in studio del gruppo musicale australiano The Cat Empire, pubblicato nel 2016.

## Tracce
1. Wolves – 3:23
2. Bulls – 3:26
3. Midnight – 4:22
4. Blasting Away – 3:49
5. You Are My Song – 3:49
6. Eagle – 3:32
7. Bataclan – 4:37
8. Rising with the Sun – 3:45
9. Daggers Drawn – 5:34
10. Qué Será Ahora – 3:41
11. Creature – 2:58